# If...!?/Rainy Night
If...!?/Rainy Night – dziewiętnasty singel południowokoreańskiego zespołu TVXQ, wydany w Japonii 27 lutego 2008 roku przez Rhythm Zone. Jest to trzeci singel z „projektu TRICK” (jap. TRICK企画 TRICK kikaku). Nazwa projektu pochodzi od piosenki „TRICK” z albumu T. Piosenka ta jest kompilacją wszystkich melodii z projektu, o różnych aranżacjach i tempie. Pierwsza piosenka została wykonana przez wszystkich członków zespołu, podczas gdy druga piosenka była śpiewana przez Junsu.
Singel osiągnął 12 pozycję w rankingu Oricon i pozostał na liście przez 29 tygodni, sprzedał się w nakładzie 32 939 egzemplarzy w Japonii i 12 446 w Korei Południowej.

## Lista utworów
| CD | CD                                                 | CD     | CD         | CD               | CD      |
| Nr | Tytuł utworu                                       | Tekst  | Kompozycja | Aranżacja        | Długość |
| -- | -------------------------------------------------- | ------ | ---------- | ---------------- | ------- |
| 1. | „If…!?”                                            | H.U.B. | AKIRA      | AKIRA            | 3:35    |
| 2. | „Rainy Night -JUNSU from Tōhōshinki-”              | H.U.B. | JUNSU      | YUCHUN, h-wonder | 4:20    |
| 3. | „If…!?” (Less Vocal)                               |        | AKIRA      | AKIRA            | 3:35    |
| 4. | „Rainy Night -JUNSU from Tōhōshinki-” (Less Vocal) |        | JUNSU      | YUCHUN、h-wonder | 4:20    |

## Notowania
| Lista                             | Pozycja |
| --------------------------------- | ------- |
| Oricon Weekly Singles Chart       | 12      |
| Billboard Japan Hot 100           | 32      |
| Billboard Japan Top Singles Sales | 10      |